# Centru administrativ

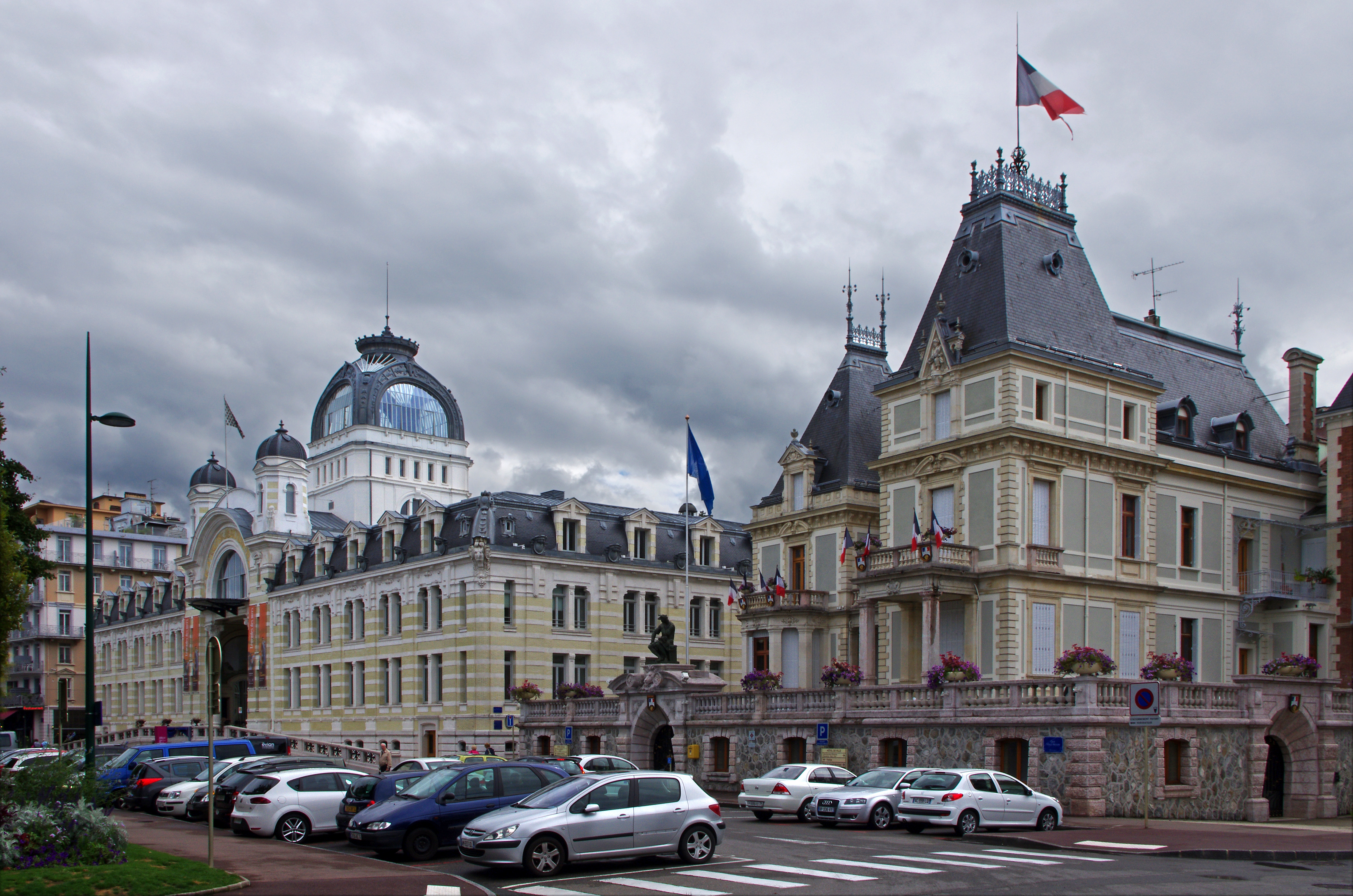
Évian-les-Bains, centrul administrativ al cantonului Évian-les-Bains în Haute-Savoie, Franța

Un centru administrativ este un sediu al administrației regionale sau a administrației locale, sau locul în care se află administrația centrală a unui oraș sau a unei comune.